# Go Plastic
Go Plastic è un album discografico del musicista gallese Squarepusher, pubblicato nel 2001.

## Tracce
1. My Red Hot Car – 4:42
2. Boneville Occident – 4:50
3. Go! Spastic – 6:21
4. Metteng Excuske v1.2 – 1:08
5. The Exploding Psychology – 6:43
6. I Wish You Could Talk – 4:53
7. Greenways Trajectory – 7:10
8. Tommib – 1:19
9. My Fucking Sound – 7:05
10. Plaistow Flex Out – 4:28